# EIR⇔LINE
『EIR⇔LINE』（エイルライン）は、エフエム北海道（AIR-G'）にて放送されていた藍井エイルによるラジオ番組。

## 概要
北海道出身の藍井にとって、地元初のレギュラー番組となった。
番組タイトルには「あなたと彼女を繋ぐレガシーインターフェイス」という意味が込められている。
2013年3月27日の放送をもってレギュラー放送を終了、その後2014年から『EIR⇔LINE Reboot』（エイルライン・リブート）のタイトルで藍井のアルバム発売時期を中心に不定期特番として2015年までに3回放送された。

## 放送時間
- 水曜日 20:30 - 20:55（2012年4月4日 - 2013年3月27日）

## パーソナリティ
- 藍井エイル

## 主なコーナー
「レガシーメッセージ」
あえて「手紙」や「はがき」でのメッセージを募集する。
「チャレンジ・エイル」
藍井に挑戦して欲しいモノマネ、早口言葉などを募集する。
「名付けてエイル」
名前をつけて欲しいものを募集する。

## ゲスト
- 2012年11月14日 ひいらぎ
「ひいらぎのひいらじ」が前番組である縁もあり、藍井自らが希望して番組初のゲストとなった。
- 2013年2月13日 KOTOKO
「KOTOKOノコト」へ藍井が出演した翌週、逆ゲスト出演。音楽製作などについて語った。
- 2013年2月27日 佐香智久
藍井と同事務所、同じ北海道出身アーティスト仲間として出演。発売となったアルバムやライブツアーのことを話した。
- 2014年8月31日 春奈るな
新曲「Startear」などについて語った。

## EIR⇔LINE Reboot
EIR⇔LINE Reboot 〜“AUBE”edition〜
2014年2月2日 19:00 - 20:00
EIR⇔LINE Reboot 〜“IGNITE”edition〜 supported by 北海道Azmacy
2014年8月31日 21:00 - 21:55
EIR⇔LINE Reboot 〜“D'AZUR”edition〜
2015年6月28日 19:00 - 20:00